# 舒莎

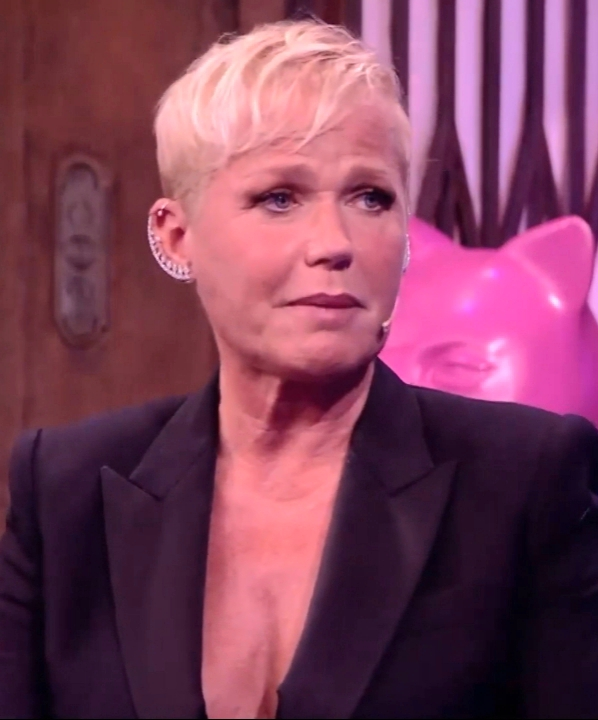
舒莎

瑪麗亞·達·格拉薩·舒莎·梅內蓋爾（葡萄牙語：Maria da Graça Xuxa Meneghel，巴西葡萄牙语：[maˈɾi.ɐ dɐ ˈɡɾasɐ ˈʃuʃɐ mẽneˈɡɛw]；1963年3月27日—）是一名巴西女歌手、演員以及節目主持人。出生於南里奧格蘭德州聖羅莎，她早年以模特出道，1986年她主持的兒童電視節目《舒莎秀》（Xou da Xuxa）於巴西環球電視網播出，該節目隨後成為巴西史上收視率最高的兒童電視節目。同樣於1986年舒莎發行了專輯《Xou da Xuxa》，是當時南美洲銷量最高的專輯。1990年她出演浪漫喜劇電影《水晶月亮》（Lua de Cristal），到了1991年舒莎被富比士雜誌評為40位最富有的名人之一。
舒莎 还用西班牙语（阿根廷的“El Show de Xuxa”和西班牙的“Xuxa Park”）和英语（XUXA）展示了节目。他的英文节目曾在香港电视频道播出 艺联电视广告有限公司